# هایفوس
هایفوس (به لاتین: Háifoss) یک آبشار در ایسلند است که در سودورلاند واقع شده‌است.